# 發動機制動
发动机制动是指人們利用发动机内的阻滯力使機動車輛减速，而不是使用外部制动机制如摩擦制动（煞車）來制動。發動機制動可以在較長時間內發揮制動作用。
將變速器檔位調低，使發動機轉速提高而降低車輛速度，因此发动机制动又常稱為「檔煞」。